# Naide Gomes
Naide Gomes (portuguès: Enezenaide do Rosário da Vera Cruz Gomes)  (São Tomé, 20 de novembre de 1979) és una atleta portuguesa, especialista en la prova de salt de longitud en la qual va arribar a ser subcampiona europea el 2010.

## Carrera esportiva
Al Campionat Europeu d'Atletisme de 2010 va guanyar la medalla de plata en el salt de longitud, amb un salt de 6.92 metres, sent superada per la letona Ineta Radēviča (or també amb 6.92 m que va ser rècord nacional) i per davant de la russa Olga Kucherenko (bronze amb 6.84 metres).